# Cierra Ramirez
Cierra Alexa Ramirez (* 9. března 1995 Houston, Texas, Spojené státy americké) je americká herečka a zpěvačka. Hrála jednu z hlavních postav, Marianu v seriálu stanice Freeform The Fosters, od roku 2019 hraje stejnou postavu ve spin-offu seriálu Good Trouble.

## Brzký život
Cierra se narodila v Houstonu v Texasu, hudebními producentovi a konzultantovi Sonnymu Ramírezovi a jeho ženě, učitelce v mateřské školce. Vyrostla v Sugar Landu v Texasu a po dva roky navštěvovala tamní střední školu Westside High School. Poté se přestěhovala do Los Angeles. Střední školu dodělala prostřednictvím výuky doma, aby se mohla věnovat herectví.

## Kariéra

### Hudba
Cierra se v televizi poprvé objevila v 10 letech v hudební televizní show Showtime at the Apollo, kde vystoupila s písní „I Am Changing“. Cierra byla předzpěvačkou kapely Earth, Wind & Fire, Rubena Studdarda, Kimberly Caldwell a Ace Younga. Podepsala smlouvu s Temper Music Group a potvrdila, že začala nahrávat album.  Dne 20. června 2016 vydala své první EP Discreet.

### Herectví
V roce 2007 získala hostující roli v Disney Channel seriálu Sladký život Zacka a Codyho. Cierra byla obsazena do role Kathy v seriálu Tajný život amerických teenagerů. Také si zahrála ve filmu Skoro dospělá. Za roli získala cenu ALMA v kategorii nejlepší výkon herečky ve vedlejší roli (film).
V roce 2012 bylo potvrzeno, že získala roli Mariany Foster v seriálu stanice ABC Family The Fosters, který produkuje Jennifer Lopez. Seriál měl premiéru 3. června 2013, stejný večer jako finále seriálu Tajný život amerických teenagerů. Stanice seriál zrušila po pěti odvysílaných řadách, ale oznámila produkci spin-offu Good Trouble, s Cierrou v hlavní roli. První díl měl premiéru dne 9. ledna 2019.

## Filmografie

### Film
| Rok  | Název                          | Role                               | Poznámky            |
| ---- | ------------------------------ | ---------------------------------- | ------------------- |
| 2006 | All In                         | Marisol                            |                     |
| 2012 | Skoro dospělá                  | Ansiedad                           |                     |
| 2016 | Petting Scorpions              | Daisy                              | krátkometrážní film |
| 2018 | Marvel Rising: Secret Warriors | America Chavez/Miss America (hlas) |                     |

### Televize
| Rok       | Název                            | Role           | Poznámky                          |
| --------- | -------------------------------- | -------------- | --------------------------------- |
| 2005      | Showtime at the Apollo           | Samu sebe      | 29. října 2005                    |
| 2006      | Kriminálka Miami                 | Isabell        | díl: „Varovný plakát“             |
| 2006      | Zoey 101                         | Dívka č. 1     | díl: „Suprise“                    |
| 2006      | Zoufalé manželky                 | Anne Marie     | díl: „Děti a Art“                 |
| 2007      | Sladký život Zacka a Codyho      | Jasmine        | Vedlejší role, 5 dílů             |
| 2007      | Star and Stella Save the World   | Stella Rivera  | TV film                           |
| 2008      | My Own Worst Enemy               | Ruthy Spivey   | díl: „Breakdown“ – vymazaná scéna |
| 2012      | Piper's Quick Picks              | Samu sebe      | Host                              |
| 2012      | The Talk                         | Samu sebe      | Host, 11. května 2012             |
| 2012–2013 | Tajný život amerických teenagerů | Kathy          | vedlejší role, 12 dílů            |
| 2013–2018 | The Fosters                      | Mariana Foster | hlavní role, 104 dílů             |
| 2017      | Drink Slay Love                  | Pearl          | TV film                           |
| 2019      | Good Trouble                     | Mariana Foster | hlavní role                       |

## Diskografie

### EP
- Discreet (2016)

## Ocenění a nominace
| Rok  | Ocenění                  | Kategorie                                 | Titul                            | Výsledek  |
| ---- | ------------------------ | ----------------------------------------- | -------------------------------- | --------- |
| 2012 | Imagen Foundation Awards | nejlepší herečka ve filmu - vedlejší role | Skoro dospělá                    | vítězství |
| 2012 | ALMA Award               | nejlepší herečka ve filmu - vedlejší role | Skoro dospělá                    | vítězství |
| 2012 | HOLA Awards              | ocenění Horizon                           |                                  | vítězství |
| 2013 | Imagen Foundation Awards | nejlepší televizní herečka                | Tajný život amerických teenagerů | nominace  |
| 2014 | Teen Choice Awards       | letní televizní hvězda - žena             | The Fosters                      | nominace  |
| 2014 | HOLA Awards              | ocenění nadace                            | The Fosters                      | vítězství |
| 2017 | Teen Choice Awards       | letní televizní hvězda - žena             | The Fosters                      | nominace  |